# Arthur Pestel
Pour les articles homonymes, voir Pestel.
Arthur Pestel est un acteur français, né le 15 octobre 1987.

## Biographie
Dès son plus jeune âge, Arthur Pestel tourne pour le cinéma et la télévision et accompagne régulièrement son frère Charles et sa sœur Charlyne, alors actifs en doublage, sur leurs plateaux d'enregistrement. Sa voix ayant interpellé les directeurs de plateau, un essai alors qu'il ne savait pas encore lire lui a été proposé. « On me répétait la phrase et on tapait sur mon épaule pour me donner le signal du moment où je devais parler », se souvient-il.
Alors qu'il enchaîne rapidement les rôles, il se dit marqué par le doublage du film Menteur, menteur avec Emmanuel Curtil, où ils doublent respectivement Justin Cooper et Jim Carrey, qui sera le premier doublage important de sa carrière.
Entre 2005 et 2009, il remporte à cinq reprises d'affilée l'Anime Grand Prix du « meilleur comédien de doublage », pour sa performance en tant qu'Edward Elric dans les séries Fullmetal Alchemist et Fullmetal Alchemist: Brotherhood. Le prix est décerné par les lecteurs d'AnimeLand,,,,.
Au théâtre, après avoir passé un casting devant Bob Wilson et Laurent Terzieff, il est sélectionné pour jouer un enfant aux côtés d'un centaure dans la pièce Œdipus rex, au théâtre du Châtelet.

## Filmographie

### Télévision

#### Téléfilms
- 1998 : La Balle au bond de Williams Crépin : Bébert
- 2000 : La Tribu de Zoé de Pierre Joassin : Gabriel

#### Séries télévisées
- 1994 : Navarro : Thomas (saison 6, épisode 6)
- 1996 : Le R.I.F. : Youri (saison 1, épisode 3)
- 2002 : Une femme d'honneur : Laurent (saison 1, épisode 21)

### Web-série
- 2020 : Aidez-moi à choper Noémie : le chauffeur Uber

## Doublage

### Cinéma

#### Films
- Ryōsuke Yamada (en) dans : 
  - Fullmetal Alchemist (2017) : Edward Elric
  - Fullmetal Alchemist : La Vengeance de Scar (2022) : Edward Elric
  - Fullmetal Alchemist : La Dernière Alchimie (2022) : Edward Elric

- Justin Cooper dans :
  - Menteur, menteur (1997) : Max Reede
  - Denis la Malice sème la panique (1998) : Denis Mitchell

- Christopher Mintz-Plasse dans :
  - SuperGrave (2007) : Fogel
  - Les Grands Frères (2008) : Augie

- 1984[n 1] : Il était une fois en Amérique : Patsy jeune (Brian Bloom) (2e doublage)
- 1996 : Le Dortoir des garçons : John Cooke (Charlie Hofheimer)
- 1997 : Jerry Maguire : Tyson Tidwell (Jeremy Suarez)
- 1999 : Star Wars, épisode I : La Menace fantôme : un enfant sur Tatooine [Qui ?]
- 2000 : Un été sur Terre : Steve (Zach Fehst)
- 2008 : Le Journal intime de Georgia Nicolson : Dave la Déconne (Tommy Bastow)
- 2008 : Drillbit Taylor, garde du corps : Ryan Anderson (Troy Gentile)
- 2008 : Gran Torino : Trey (Scott Eastwood)
- 2010 : Kick-Ass : un délinquant (Johnny Hopkins)
- 2011 : The Lady : Kim Aris (Jonathan Raggett)
- 2012 : The Amazing Spider-Man : un ami de Flash Thompson (?)
- 2013 : La Stratégie Ender : Alai (Suraj Parthasarathy)
- 2013 : Apprenti Gigolo : Shmuel (Ted Sutherland)
- 2013 : Copains pour toujours 2 : Bumpty (Kamil McFadden)
- 2015 : Les Oubliés : Werner Lessner (Oskar Belton)
- 2015 : Pixels : Eddie jeune (Andrew Bambridge)
- 2015 : Night Run : Curtis "Legs" Banks (Aubrey Joseph)
- 2016 : Dernier Train pour Busan : Kim Jin-mo (Kim Chang Hwan)
- 2018 : Outlaw King : Le Roi hors-la-loi : Alexander Bruce (Jack Greenlees)
- 2019 : Parasite : voix additionnelles
- 2020 : The Babysitter: Killer Queen : Diego (Juliocesar Chavez)
- 2023 : Gran Turismo : voix additionnelles
- 2023 : Bottoms : ? (?)
- 2024 : La Plateforme 2 : le prisonnier trisomique (Gorka Zufiaurre)
- 2025 : Bullet Train Explosion : voix additionnelles
- 2025 : Happy Gilmore 2 : Gordon « Gordie » Gilmore (Maxwell Jacob Friedman)

#### Films d'animation
- 1972[n 2] : Panda Petit Panda : Grand frère
- 1999 : Mickey, il était une fois Noël : Max
- 2000 : Dingo et Max 2 : Max enfant
- 2001 : La Cour de récré : Vive les vacances ! : Mikey Blumberg
- 2001 : La Cour de récré : Les Vacances de Noël : Mikey Blumberg
- 2003 : La Cour de récré : Les Petits contre-attaquent : Mikey Blumberg (uniquement dans les souvenirs)
- 2007 : Fullmetal Alchemist: Conqueror of Shamballa : Edward Elric
- 2009 : Coraline : Whyborn « Whybie » Lovat
- 2010 : Dragons : Rustik le Morveux[n 3]
- 2010 : Summer Wars : Shouta Jinnouchi
- 2011 : Titeuf, le film : Marco
- 2011 : Fullmetal Alchemist : L'Étoile sacrée de Milos : Edward Elric
- 2012 : Lili à la découverte du monde sauvage : Tivert
- 2014 : Dragons 2 : Rustik le Morveux[n 3]
- 2016 : Zootopie : Gidéon Grey enfant
- 2019 : Dragons 3 : Le Monde caché : Rustik le Morveux[n 3]
- 2022 : Les Murs vagabonds : Yuzuru
- 2024 : Haikyū!! : La Guerre des poubelles : Daiki Ogano et Satori Tendō[8]

### Télévision

#### Téléfilms
- 2004 : À la dérive : Tommy (Joe Dinicol)
- 2006 : Le Journal de Jaimie : Connor Kennedy (Jason Dolley)
- 2007 : Manatu : Le Jeu des trois vérités : Ron Mickler (Stefan Miess)
- 2007[n 4] : La Revanche de Déchireman : Nolan Byrd (Devon Werkheiser)
- 2011 : Marley et moi 2 : Bodi Grogan (Travis Turner)
- 2011 : Zack et Cody, le film : Woody Fink (Matthew Timmons)
- 2012 : Mon amour de colo : Tommy jeune (Adam DiMarco)

#### Séries télévisées
- Evan Ellingson dans :
  - Les Sauvages (2004) : Kyle Savage (19 épisodes)
  - 24 Heures chrono (2007) : Josh Bauer (10 épisodes)

- Evan Peters dans :
  - Les Frères Scott (2008-2009) : Jack Daniels (6 épisodes)
  - Ghost Whisperer (2009) : Dylan Hale (saison 5, épisode 10)

- Dylan Minnette dans :
  - Saving Grace (2009-2010) : Clay Norman (2e voix, saison 3)
  - Lie to Me (2011) : Noah Marber (saison 3, épisode 10)

- Manish Dayal dans :
  - 90210 Beverly Hills : Nouvelle Génération (2011-2012) : Raj Kher (14 épisodes)
  - Switched (2012) : Scuba (4 épisodes)

- 1996 : Incorrigible Cory : Herman Stechino (E. J. De la Pena) (3 épisodes)
- 1997 : Shining : Danny « Doc » Torrance (Courtland Mead) (mini-série)
- 1999-2000 : La Vie à cinq : Owen Salinger (Jacob Smith) (2e voix, saison 6)
- 2000-2004 : Muchas Garcias[9] : Larry Garcia (Alvin Alvarez) (45 épisodes)
- 2001-2007 : Degrassi : La Nouvelle Génération : James Thiberius « J. T. » Yorke (Ryan Cooley) (119 épisodes)
- 2002 : Ma tribu : Michael Harper (Gabriel Thomson)
- 2003-2005 : Parents à tout prix : Jimmy Finnerty (Griffin Frazen) (2e voix - saisons 3 à 5, 54 épisodes)
- 2004-2009 : Ned ou Comment survivre aux études : Ned Bigby (Devon Werkheiser) (1re voix)
- 2005 : D.R.E.A.M. : Aaron (Aaron Renfree) (10 épisodes)
- 2005 : Supernatural : Matt Pike (Tyler Johnston) (saison 1, épisode 8)
- 2006 : Sur écoute : Donut (Nathan Corbett) (10 épisodes)
- 2008 : Head Case : l'employé gros (Bryan Farhy) (saison 2, épisode 6)
- 2008-2011 : La Vie de croisière de Zack et Cody : Woody Fink (Matthew Timmons) (48 épisodes)
- 2009-2010 : Skins : Thomas Tomone (Merveille Lukeba) (14 épisodes)
- 2009-2010 : Scrubs : Trang (Matthew Moy) (saison 9)
- 2009-2011 : I'm in the Band : Ma vie de rocker : Logan « Tripp » Campbell (Logan Miller) (36 épisodes)
- 2010 : Swingtown : Rick Thompson (Nick Benson) (9 épisodes)
- 2010 : Ghost Whisperer : Greg Roth (Wes Robinson) (saison 5, épisode 20)
- 2010 : Hannah Montana : T.J. (Angus T. Jones) (saison 4, épisode 1)
- 2010-2011 : Physique ou Chimie : Román Lorente Arco (Nasser Saleh) (30 épisodes)
- 2010-2013 : Victorious : Andre Harris (Leon Thomas III) (57 épisodes)
- 2011 : Neverland : Slightly (Brandon Robinson) (mini-série)
- 2011-2013 : La Vie secrète d'une ado ordinaire : Ethan (Michael Grant) (29 épisodes)
- 2011-2023 : Esprits criminels : le médecin légiste (Jordan Tartakow) (saison 6, épisode 13), Bob Adams (Eric Jungmann) (saison 7, épisode 4), Barry Winslow (Eric Riegelmann) (saison 11, épisode 11) et Mitch Nevins (Richard David) (saison 16, épisode 5)
- 2012 : Psych : Enquêteur malgré lui : le vendeur d'épicerie [Qui ?]
- 2012 : The Inbetweeners : Jay Cartwright (Zack Pearlman) (12 épisodes)
- 2012 : Mentalist : Hector Romerez (saison 1, épisode 2)
- 2012 : Castle : Robert « Bobby » Lopez (Walter Perez) (saison 4, épisode 19)
- 2013 : Person of Interest : un membre d'une mafia ( ? )
- 2013-2014 : Borgia : Francesco Alidosi (Matt Di Angelo) (11 épisodes)
- 2013-2014 : The Walking Dead : Patrick (Vincent Martella) (3 épisodes)
- 2014 : Vampire Diaries : Jay (Matthew Barnes) (saison 6, épisode 3)
- 2016 : Dead of Summer : Un été maudit : Jason « Blotter » Cohen (Zachary Gordon) (3 épisodes)
- 2016-2017 : Nowhere Boys : Trent (Logan Phillips) (13 épisodes)
- 2016-2017 : 24 Heures : Legacy : Drew Phelps (Zayne Emory) (4 épisodes)
- 2016-2018 : Les Voyageurs du temps : Trevor Holden / Voyageur 0115 (Jared Abrahamson) (34 épisodes)
- 2017 : The Mist : Adrian Garff (Russell Posner) (10 épisodes)
- 2018-2019 : Black Lightning : Tavon Singley (Jasun Jabbar) (6 épisodes)
- 2021 : Panic : Drew Santiago (Cosme Flores) (9 épisodes)
- 2022 : Mike (en) : Barkim jeune (Camden Coley) (mini-série)
- 2022 : Mercredi : Carter (Islam Bouakkaz) (3 épisodes)
- 2022 : L'Écume de la guerre (no) : Aksel Andresen (Leon Tobias Slettbakk) (mini-série)
- 2022 : So Help Me Todd (en) : ? (?)
- 2023 : Le Griffon : Memo (Zoran Pingel (de)) (mini-série)
- 2023 : Pacto de silencio : Ruben jeune (Emilio Caballero)
- 2023 : Les Nouveaux Bandits (pt) : ? (?)
- 2023 : Yu Yu Hakusho : un harceleur [Qui ?]
- 2024 : A Killer Paradox (en) : Bin [Qui ?]
- 2024 : AlRawabi School for Girls : Issam [Qui ?] (saison 2)
- 2024 : Avatar, le dernier maître de l'air : ? (?)
- 2025 : Murderbot : Journal d'un AssaSynth : Aster (Devin Ross) (mini-série)

#### Séries d'animation
- 1997[n 5]-2001 : La Cour de récré : Michael « Mikey » Blumberg
- 1999 : Famille Pirate : Bigorneau MacBernik (1re voix, saison 1)
- 2000-2004 : Scott, premier de la classe (en) : Leonard Helperman
- 2003-2004[n 6] : Fullmetal Alchemist : Edward Elric
- 2004-2006 : Teen Titans : Les Jeunes Titans : Sammy
- 2005 : Samurai Champloo : Tatsunoshin et Kazunosuke (épisode 18)
- 2005-2010 : Foot 2 rue : Gabriel
- 2007 : Kung-foot : Paolo
- 2007 : Les Griffin : Chris Griffin (saison 8, épisodes 20 et 21)
- 2007-2009 : Bibi, nom d'une sorcière : Joachim, Malin, Perroquet, Florian, Curiosus,M. Finnegan, Bedi, Abraxas, Jules, Marmiton
- 2007-2009 : Finley, le camion de pompier (en) : voix additionnelles
- 2009-2010 : Fullmetal Alchemist: Brotherhood : Edward Elric[10],[11]
- 2010-2011 : Lulu Vroumette : Chante-faux
- 2011 : Star Wars : The Clone Wars : Amis (saison 3, épisode 6)
- 2012 : MaxiMini : Davy
- 2012 : Saint Seiya: The Lost Canvas : Sisyphe (saison 2) et Morphée
- 2012 : Scary Larry : Coccyx (épisode 25)
- depuis 2012[n 7] : Kingdom : Shin
- 2013 : Saint Seiya Omega : Spear de l'Espadon et Cyllene
- 2013 : La Légende de Korra : Jaya
- 2013 : Dofus : Aux trésors de Kerubim : voix additionnelles (partie 1, épisode 3), Filgar (partie 1, épisode 6)
- 2013-2018 : Dragons : Par-delà les rives : Rustik le Morveux
- 2015-2017 : Blood Blockade Battlefront : Leonardo Watch
- 2016 : Rage of Bahamut: Genesis : Favaro Leone
- 2017 : La Petite École d'Hélène : ?
- 2017[n 8] : Masamune-kun's Revenge : Shigeo Yamada
- 2018 : Mooshka : Etan (saison 4)
- 2018 : Max et Maestro : Oscar et Ricardo[12]
- 2018-2020 : Nella princesse chevalier : voix additionnelles
- 2018-2024 : Captain Tsubasa : Hanji Urabe et Gongers
- 2019 : Team DroniX : Meldor Jerkson
- 2019-2020 : Corn et Peg : voix additionnelles
- 2020 : Central Park : voix additionnelles
- 2020-2022 : Uzaki-chan Wants to Hang Out! : Itsuhito Sakaki
- depuis 2020[n 9] : Rent-A-Girlfriend : Kazuya Kinoshita
- 2022 : Kaguya-sama: Love is War : voix additionnelles
- 2022 : Classroom of the Elite : Kiyotaka (voix de remplacement)
- 2022 : Shine On! Bakumatsu Bad Boys! (en) : Ichibanboshi (voix de remplacement)
- 2022 : Coma héroïque dans un autre monde : Raiga
- 2023 : Maniac par Junji Itō : Anthologie Macabre : Soichi et Kimata
- 2023 : Valkyrie Apocalypse : Alcide (saison 2)
- 2023 : Agent Elvis : Doug et ambiances
- 2023 : Demon Slayer: Kimetsu no Yaiba : Sumiyoshi
- 2023 : Transformers : EarthSpark : Blitzwave et Breakdown (voix de remplacement)
- 2023 : Futurama : voix additionnelles
- 2023 : Kiff : voix additionnelles
- 2023 : Hell's Paradise : Chōbei
- 2023 : Zom 100: Bucket List of the Dead : Akira Tendō
- 2023-2024 : Blue Lock : Shidō Ryūsei
- 2024 : T・P Bon (en) : Takeo
- 2024 : Rising Impact : Charles Livingston et Guccho
- 2024 : Ranma ½ : Shingo
- 2024 : Code Geass: Rozé of the Recapture (en) : Tomo-omi Oda
- 2024 : Bob's Burgers : Sam
- depuis 2024 : Wind Breaker : Akihiko Nirei
- 2025 : Les Rois du Texas : Bobby Hill (2e voix, saison 14)

### Jeux vidéo
- 2009 : Harry Potter et le Prince de sang-mêlé : Gregory Goyle
- 2010 : Skate 3 : Darren Navarette
- 2015 : Dying Light : ?
- 2018 : Just Cause 4 : Luis Sargento
- 2022 : Dying Light 2 Stay Human : ?
- 2022 : Lego Star Wars : La Saga Skywalker : un stormtrooper du premier ordre et voix diverses
- 2025 : Overwatch 2 : le commentateur du mode Stadium

## Distinctions

### Récompenses
- Anime Grand Prix 2005 : meilleur comédien de doublage[3]
- Anime Grand Prix 2006 : meilleur comédien de doublage[4],[13]
- Anime Grand Prix 2007 : meilleure voix française de personnage[5],[14]
- Anime Grand Prix 2008 : meilleure voix française[6]
- Anime Grand Prix 2009 : meilleure voix française[7]